# Општина Ченало (Чијапас)
Ченало (шп. Chenalhó) општина је у Мексику у савезној држави Чијапас. Општина се налази на надморској висини од 1530 м.

## Становништво
Према подацима из 2010. у општини је живело 36111 становника.

### Хронологија
| Година       | 2000                  | 2005                  | 2010                  |
| ------------ | --------------------- | --------------------- | --------------------- |
| Становништво | 27331 (13701 / 13630) | 31788 (15721 / 16067) | 36111 (17820 / 18291) |

### Попис
| \| \| м \| \| \| ж \| \| 0—2 \| 1.638 \| \| \| 1.624 \| \| 3—5 \| 1.651 \| \| \| 1.601 \| \| 6—11 \| 3.218 \| \| \| 3.115 \| \| 12—14 \| 1.496 \| \| \| 1.430 \| \| 15—17 \| 1.334 \| \| \| 1.328 \| \| 18—24 \| 2.373 \| \| \| 2.620 \| \| 60+ \| 801 \| \| \| 884 \| \| Просек : \| 22,3 \| \| \| 23,0 \| |       |  |  |       |
| |       |  |  |       |
| | м     |  |  | ж     |
| 0—2 | 1.638 |  |  | 1.624 |
| 3—5 | 1.651 |  |  | 1.601 |
| 6—11 | 3.218 |  |  | 3.115 |
| 12—14 | 1.496 |  |  | 1.430 |
| 15—17 | 1.334 |  |  | 1.328 |
| 18—24 | 2.373 |  |  | 2.620 |
| 60+ | 801   |  |  | 884   |
| Просек : | 22,3  |  |  | 23,0  |

| #   | Индикатор                                                                                        | Вредност |
| --- | ------------------------------------------------------------------------------------------------ | -------- |
| 1   | Становништво од 0 до 2 године                                                                    | 3262     |
| 2   | Мушко становништво од 0 до 2 године                                                              | 1638     |
| 3   | Женско становништво од 0 до 2 године                                                             | 1624     |
| 4   | Становништво са 3 и више година                                                                  | 32270    |
| 5   | Мушко становништво са 3 и више година                                                            | 15894    |
| 6   | Женско становништво са 3 и више година                                                           | 16376    |
| 7   | Становништво са 5 и више година                                                                  | 30097    |
| 8   | Мушко становништво са 5 и више година                                                            | 14787    |
| 9   | Женско становништво са 5 и више година                                                           | 15310    |
| 10  | Становништво са 12 и више година                                                                 | 22685    |
| 11  | Мушко становништво са 12 и више година                                                           | 11025    |
| 12  | Женско становништво са 12 и више година                                                          | 11660    |
| 13  | Становништво са 15 и више година                                                                 | 19759    |
| 14  | Мушко становништво са 15 и више година                                                           | 9529     |
| 15  | Женско становништво са 15 и више година                                                          | 10230    |
| 16  | Становништво са 18 и више година                                                                 | 17097    |
| 17  | Мушко становништво са 18 и више година                                                           | 8195     |
| 18  | Женско становништво са 18 и више година                                                          | 8902     |
| 19  | Становништво од 3 до 5 година                                                                    | 3252     |
| 20  | Мушко становништво од 3 до 5 година                                                              | 1651     |
| 21  | Женско становништво од 3 до 5 година                                                             | 1601     |
| 22  | Становништво од 6 до 11 година                                                                   | 6333     |
| 23  | Мушко становништво од 6 до 11 година                                                             | 3218     |
| 24  | Женско становништво од 6 до 11 година                                                            | 3115     |
| 25  | Становништво од 8 до 14 година                                                                   | 7088     |
| 26  | Мушко становништво од 8 до 14 година                                                             | 3616     |
| 27  | Женско становништво од 8 до 14 година                                                            | 3472     |
| 28  | Становништво од 12 до 14 година                                                                  | 2926     |
| 29  | Мушко становништво од 12 до 14 година                                                            | 1496     |
| 30  | Женско становништво од 12 до 14 година                                                           | 1430     |
| 31  | Становништво од 15 до 17 година                                                                  | 2662     |
| 32  | Мушко становништво од 15 до 17 година                                                            | 1334     |
| 33  | Женско становништво од 15 до 17 година                                                           | 1328     |
| 34  | Становништво од 18 до 24 године                                                                  | 4993     |
| 35  | Мушко становништво од 18 до 24 године                                                            | 2373     |
| 36  | Женско становништво од 18 до 24 године                                                           | 2620     |
| 37  | Женско становништво од 15 до 49 година                                                           | 8681     |
| 38  | Становништво са 60 и више година                                                                 | 1685     |
| 39  | Мушко становништво са 60 и више година                                                           | 801      |
| 40  | Женско становништво са 60 и више година                                                          | 884      |
| 41  | Однос између мушкараца и жена                                                                    | 97.42    |
| 42  | Становништво од нуле до 14 година                                                                | 15773    |
| 43  | Становништво од 15 до 64 године                                                                  | 18602    |
| 44  | Становништво од 65 година и више                                                                 | 1157     |
| 45  | Просечан број деце                                                                               | 2.74     |
| 46  | Становништво рођено у ентитету                                                                   | 35446    |
| 47  | Мушко становништво рођено у ентитету                                                             | 17490    |
| 48  | Женско становништво рођено у ентитету                                                            | 17956    |
| 49  | Становништво рођено у другом ентитету                                                            | 26       |
| 50  | Мушко становништво рођено у другом ентитету                                                      | 7        |
| 51  | Женско становништво рођено у другом ентитету                                                     | 19       |
| 52  | Становништво од 5 година и више резидентно у ентитету у јуну 2005. године                        | 29968    |
| 53  | Мушко становништво старосног доба од 5 година и више, резидентно у ентитету у јуну 2005. године  | 14727    |
| 54  | Женско становништво старосног доба од 5 и више година, резидентно у ентитету у јуну 2005. године | 15241    |
| 55  | Становништво од 5 година и више које је живело у другом ентитету у јуну 2005. године             | 35       |
| 56  | Мушко становништво старије од 5 година које је живело у другом ентитету у јуну 2005. године      | 15       |
| 57  | Женско становништво старије од 5 година које је живело у другом ентитету у јуну 2005. године     | 20       |
| 58  | Становништво од 3 године и више које говори аутохтони језик                                      | 31788    |
| 59  | Мушко становништво старо 3 године и више које говори аутохтони језик                             | 15675    |
| 60  | Женско становништво старо 3 године и више које говори аутохтони језик                            | 16113    |
| 61  | Становништво од 3 године и више које говори аутохтони језик и не говори шпански језик            | 20844    |
| 62  | Мушко становништво старо 3 године и више које говори аутохтони језик и не говори шпански         | 8732     |
| 63  | Женско становништво старо 3 године и више које говори аутохтони језик и не говори шпански језик  | 12112    |
| 64  | Становништво старо 3 године и више које говори аутохтони језик и шпански                         | 10502    |
| 65  | Мушко становништво старо 3 године и више које говори аутохтони језик и шпански                   | 6736     |
| 66  | Женско становништво старо 3 године и више које говори аутохтони језик и шпански                  | 3766     |
| 67  | Становништво од 5 година и више које говори аутохтони језик                                      | 29670    |
| 68  | Становништво од 5 година и више које говори аутохтони језик и не говори шпански језик            | 18864    |
| 69  | Становништво од 5 година и више које говори аутохтони језик и говори шпански језик               | 10386    |
| 70  | Становништво у домородачким домаћинствима                                                        | 35420    |
| 71  | Становништво са ограничењима у активностима                                                      | 536      |
| 72  | Становништво са ограниченим ходањем или кретањем, горе или доле                                  | 215      |
| 73  | Становници са ограничењима вида, чак и уз кориштење сочива                                       | 146      |
| 74  | Становништво са ограничењима говора, комуникације или конверзације                               | 49       |
| 75  | Становништво са ограниченим слухом                                                               | 55       |
| 76  | Становништво са ограничењима при одевању, купању или јелу                                        | 15       |
| 77  | Становништво са ограничењима у опажању или учењу једноставних ствари                             | 14       |
| 78  | Становништво са менталним ограничењима                                                           | 67       |
| 79  | Становништво без ограничења активности                                                           | 34678    |
| 80  | Становништво од 3 до 5 година које не похађа школу                                               | 1896     |
| 81  | Мушко становништво од 3 до 5 година које не похађа школу                                         | 960      |
| 82  | Женско становништво од 3 до 5 година које не похађа школу                                        | 936      |
| 83  | Становништво од 6 до 11 година које не похађа школу                                              | 725      |
| 84  | Мушко становништво од 6 до 11 година које не похађа школу                                        | 336      |
| 85  | Женско становништво од 6 до 11 година које не похађа школу                                       | 389      |
| 86  | Становништво од 12 до 14 година које не похађа школу                                             | 766      |
| 87  | Мушко становништво од 12 до 14 година које не похађа школу                                       | 318      |
| 88  | Женско становништво од 12 до 14 година које не похађа школу                                      | 448      |
| 89  | Становништво од 15 до 17 година похађа школу                                                     | 965      |
| 90  | Мушко становништво од 15 до 17 година похађа школу                                               | 572      |
| 91  | Женско становништво између 15 и 17 година живота у школи                                         | 393      |
| 92  | Становништво од 18 до 24 године похађа школу                                                     | 361      |
| 93  | Мушко становништво од 18 до 24 године похађа школу                                               | 219      |
| 94  | Женско становништво од 18 до 24 године похађа школу                                              | 142      |
| 95  | Становништво од 8 до 14 година које не може да чита и пише                                       | 1568     |
| 96  | Мушко становништво старосног доба од 8 до 14 година које не може да чита и пише                  | 737      |
| 97  | Женско становништво старосног доби од 8 до 14 година које не може да чита и пише                 | 831      |
| 98  | Становништво од 15 година и више које је неписмено                                               | 6726     |
| 99  | Мушко становништво од 15 година и више које је неписмено                                         | 2139     |
| 100 | Женско становништво од 15 година и више које је неписмено                                        | 4587     |
| 101 | Становништво старо 15 и више година без школовања                                                | 5777     |
| 102 | Мушко становништво старо 15 и више година без школовања                                          | 1720     |
| 103 | Женско становништво старо 15 и више година без школовања                                         | 4057     |
| 104 | Становништво старосног доба 15 и више година са непотпуним основним образовањем                  | 4018     |
| 105 | Мушко становништво старосног доба од 15 година и више са непотпуном основним образовањем         | 2151     |
| 106 | Женско становништво старосног доба 15 и више година са непотпуном основним образовањем           | 1867     |
| 107 | Становништво старо 15 и више година са комплетним основним образовањем                           | 6790     |
| 108 | Мушко становништво старо 15 година и више са комплетним основним образовањем                     | 3667     |
| 109 | Женско становништво старо 15 и више година са комплетним основним образовањем                    | 3123     |
| 110 | Становништво старосног доба 15 и више година са непотпуним средњим образовањем                   | 757      |
| 111 | Мушко становништво старосног доба од 15 година и више са непотпуним средњим образовањем          | 461      |
| 112 | Женско становништво старосног доба од 15 година и више са непотпуним средњим образовањем         | 296      |
| 113 | Становништво старо 15 и више година са пуним секундарном образовањем                             | 1616     |
| 114 | Мушко становништво старосног доба од 15 година и више са пуним секундарном образовањем           | 1015     |
| 115 | Женско становништво старосног доба од 15 година и више са пуним секундарном образовањем          | 601      |
| 116 | Становништво старије од 18 година са постосновним образовањем                                    | 607      |
| 117 | Мушко становништво старије од 18 година са постосновним образовањем                              | 405      |
| 118 | Женско становништво старије од 18 година са постосновним образовањем                             | 202      |
| 119 | Просечна оцена школовања                                                                         | 4.24     |
| 120 | Просечан ниво образовања мушке популације                                                        | 5.02     |
| 121 | Просечан ниво образовања женског становништва                                                    | 3.5      |
| 122 | Економски активно становништво                                                                   | 11049    |
| 123 | Економски активна мушка популација                                                               | 8458     |
| 124 | Економски активна женска популација                                                              | 2591     |
| 125 | Становништво које није економски активно                                                         | 11390    |
| 126 | Мушко становништво које није економски активно                                                   | 2448     |
| 127 | Женско становништво које није економски активно                                                  | 8942     |
| 128 | Запослено становништво                                                                           | 10926    |
| 129 | Запослено мушко становништво                                                                     | 8349     |
| 130 | Запослено женско становништво                                                                    | 2577     |
| 131 | Незапослена популација                                                                           | 123      |
| 132 | Незапослена мушка популација                                                                     | 109      |
| 133 | Незапослена женска популација                                                                    | 14       |
| 134 | Становништво без права на здравствене услуге                                                     | 11333    |
| 135 | Становништво које има право на здравствене услуге                                                | 23634    |
| 136 | Становништво које има право на ИМСС                                                              | 3654     |
| 137 | Становништво које има право на социјално осигурање                                               | 148      |
| 138 | Становништво које има право на државно социјално осигурање                                       | 24       |
| 139 | Становништво које има право на опште осигурање или здравствено осигурање за нову генерацију      | 18842    |
| 140 | Становништво које је било једном или није било у браку током 12 година и више                    | 8499     |
| 141 | Венчано или уједињено становништво од 12 година и више                                           | 12569    |
| 142 | Становништво које је било у браку или уједињено 12 година и више                                 | 1543     |
| 143 | Становништво са католичком религијом                                                             | 12128    |
| 144 | Протестанти, еванђелисти и библијски следбеници различити од еванђелиста                         | 13886    |
| 145 | Становништво са другим религијама различитим од претходних                                       | 81       |
| 146 | Становништво без религије                                                                        | 8338     |
| 147 | Укупно пописаних домаћинства                                                                     | 6833     |
| 148 | Пописна домаћинства на челу са мушкарцима                                                        | 5824     |
| 149 | Пописна домаћинства на челу са женама                                                            | 1009     |
| 150 | Становништво у пописним домаћинствима                                                            | 35528    |
| 151 | Становништво у пописним домаћинствима на челу са мушкарцима                                      | 31651    |
| 152 | Становништво у пописним домаћинствима на челу са женама                                          | 3877     |
| 153 | Укупно домаћинстава                                                                              | 8012     |
| 154 | Укупно насељених домаћинстава                                                                    | 7023     |
| 155 | Укупно приватних кућа                                                                            | 7822     |
| 156 | Насељени приватни домови                                                                         | 6833     |
| 157 | Укупно насељених приватних кућа                                                                  | 7022     |
| 158 | Ненасељене приватне куће                                                                         | 395      |
| 159 | Појединачна домаћинства за привремену употребу                                                   | 594      |
| 160 | Становници у насељеним приватним кућама                                                          | 35528    |
| 161 | Насељеност станара у приватним становима                                                         | 5.2      |
| 162 | Просечно становника по соби у приватним насељеним домаћинствима                                  | 2.32     |
| 163 | Појединачна домаћинства са подовима од различитих материјала од земље                            | 4487     |
| 164 | Појединачна домаћинства у приземљу                                                               | 2309     |
| 165 | Појединачна домаћинства са једном спаваћом собом                                                 | 5001     |
| 166 | Појединачна домаћинства са две спаваће собе и више                                               | 1743     |
| 167 | Појединачна домаћинства са једним собом                                                          | 949      |
| 168 | Појединачна домаћинства са две собе                                                              | 4028     |
| 169 | Појединачна домаћинства са 3 собе и више                                                         | 1763     |
| 170 | Појединачна домаћинства која имају електрично светло                                             | 6377     |
| 171 | Појединачна домаћинства која немају електрично светло                                            | 347      |
| 172 | Појединачна домаћинства која имају водоводну воду у стамбеном простору                           | 4545     |
| 173 | Појединачна домаћинства која немају водоводну воду у стамбеном простору                          | 2252     |
| 174 | Појединачна домаћинства која имају тоалет                                                        | 5821     |
| 175 | Појединачна домаћинства која имају канализацију                                                  | 2663     |
| 176 | Појединачна домаћинства која немају канализацију                                                 | 4108     |
| 177 | Појединачна домаћинства која имају електрично светло, довод воде из јавне мреже и канализацију   | 2203     |
| 178 | Појединачна домаћинства без икаквих услова                                                       | 3086     |
| 179 | Појединачна домаћинства која имају радио                                                         | 2947     |
| 180 | Појединачна домаћинства која имају телевизор                                                     | 2258     |
| 181 | Појединачна домаћинства која имају фрижидер                                                      | 378      |
| 182 | Појединачна домаћинства која имају машину за веш                                                 | 108      |
| 183 | Појединачна домаћинства која имају аутомобил или комби                                           | 148      |
| 184 | Појединачна домаћинства која имају рачунар                                                       | 34       |
| 185 | Појединачна домаћинства која имају фиксну телефонску линију                                      | 123      |
| 186 | Појединачна домаћинства која имају мобилни телефон                                               | 164      |
| 187 | Појединачна домаћинства која имају приступ интернету                                             | 17       |